# 有藤文香
有藤文香（ありとう あやか、1979年3月25日 - ）は民間セラピスト。株式会社Xiang代表。

## 略歴
島根県出雲市出身。島根県立出雲高等学校を経て、星薬科大学薬学部を卒業後、ファイザー製薬に入社。退社後、漢方とアロマセラピーの融合した中医アロマセラピーを提唱している。

## 著作
- はじめての中医アロマセラピー (2009年9月、池田書店) ISBN 4262164810